# Alain Pellet
Alain Pellet (París, 2 de enero de 1947) es un abogado francés que enseña derecho internacional y derecho económico internacional en la Universidad de París X Nanterre. Fue director del Centro de Derecho Internacional de esa universidad entre 1991 y 2001. Además es autor de numerosos libros.
Pellet es experto en derecho internacional, un miembro y expresidente de la Comisión de Derecho internacional de las Naciones Unidas. Además ha sido asesor en el área de derecho internacional de muchos gobiernos del mundo, incluido el gobierno de su país. También fue un experto del Comité de Arbitraje de Badinter, así como Relator (Derecho) de los juristas franceses que conformaron el Comité de Creación de un Penal Internacional para la antigua Yugoslavia ("Comisión Truche"), que es el origen del proyecto francés de creación de un Tribunal Penal Internacional para la ex Yugoslavia. 
Ha sido abogado agente o asesor en más de 40 casos y defendido a 20 países diferente ante la Corte Internacional de Justicia, siendo así uno de los abogados con mayor experiencia en el campo de derecho internacional. Además Pellet participado en numerosos arbitrajes internacionales y transnacionales, en particular en el área de inversión)
En reconocimiento a su trabajo Alain Pellet recibió el título de Caballero de la Legión de Honor en 1998.

## Vida académica
Pellet obtuvo su licenciatura en derecho público en la Sorbona de París en 1968. El mismo año recibió un diploma del Instituto de Estudios Políticos de París (Sciences Po) (1968 – public service section). Recibió como doctor en derecho público en 1974 en la Universidad de París II Panthéon-Assas – Assas, París) y una "Agrégation" en derecho público y ciencias políticas (1974). Él ha sido además auditor en la Academia Internacional de Derecho en La Haya dando cursos en derecho público internacional en 1967, 1969 y 1971.

## Casos recientes
El Caso de Límites y Asuntos Marítimos y Territoriales entre Nicaragua contra Colombia (Abogado de la República de Nicaragua).
El Caso de la Controversia de delimitación marítima entre Chile y el Perú (Abogado de la República del Perú).

## Obras
- La Grève des fonctionnaires internationaux. Paris 1975
- Droit international public. Paris 1977, 1979, 1988, 1992, 1994, 1999, 2002, 2009 (edición portuguesa, Lisboa 2000; edición ucraniana en ruso, Kiev 2004)
- Le droit international du développement. Paris 1978, 1987 (edición en japonesa 1989)
- Les Nations Unies: Textes fondamentaux. Paris 1995
- Droit international pénal. Paris 2000
- The Law of International Responsibility. New York 2010